# Leptophyes karanae
Leptophyes karanae är en insektsart som beskrevs av Naskrecki och Ünal 1995. Leptophyes karanae ingår i släktet Leptophyes och familjen vårtbitare. Inga underarter finns listade i Catalogue of Life.